# San Pedro (vulkaan)
San Pedro (ook bekend als: Las Yeguas) is een stratovulkaan in het departement Sololá in Guatemala. De berg ligt ten zuiden van de aan de voet van de vulkaan gelegen plaats San Pedro La Laguna en is ongeveer 3020 meter hoog.
De vulkaan ligt op de oever van het Meer van Atitlán en is onderdeel van het gebergte Sierra Madre van Chiapas. Op tien kilometer naar het zuidoosten ligt de vulkaan Toliman.